# Distretto di Ouadhia
Il distretto di Ouadhia è un distretto della provincia di Tizi Ouzou, in Algeria.

## Comuni
Il distretto di Ouadhia comprende 4 comuni:
- Agouni Gueghrane
- Aït Bouaddou
- Ouadhia
- Tizi N'Tleta